# Phortica excrescentiosa
Phortica excrescentiosa är en tvåvingeart som först beskrevs av Masanori Joseph Toda och Peng 1990.  Phortica excrescentiosa ingår i släktet Phortica och familjen daggflugor. Inga underarter finns listade i Catalogue of Life.